# Veronicelloidea
Veronicelloidea is een superfamilie van weekdieren uit de klasse van de Gastropoda (slakken).

## Families
- Rathouisiidae Heude, 1885
- Veronicellidae Gray, 1840